# Дарвін (Marvel Comics)
Дарвін(англ. Darwin, справжнє ім'я - Армандо Муньез) — персонаж з коміксів американського видавництва Marvel Comics, один з Відсутніх Людей Ікс. Створено письменником Едом Брубакер і художником Пітом Вудсом.

## Біографія

### Дитинство і Кракоа
Після його народження мати Дарвіна зненавиділа його здатність до самозахисту і безперервної ситуаційної еволюції. Наполовину африканець, наполовину латиноамериканець, Дарвін був виявлений вченими, які ставили над ним експерименти, розповівши про нього широкому загалу. Так про нього дізналася Мойра МакТаггерт, після чого він був офіційно рекрутувати як один з її «прийомних». Разом з молодшим Вулканом, Петрою і Владою він був у складі першої команди порятунку Людей Ікс із Кракоа.

### Здібності
Дарвін має здатність «відповідної еволюції» — це означає, що його тіло автоматично адаптується до будь-якої ситуації або середовищі, в якій він виявляється, що теоретично дозволяє йому вижити в будь-яких умовах. Приклади прояву його здібностей включають в себе: придбання нічного бачення після декількох секунд в темряві; функціонуючі зябра після занурення в воду; вогнетривка шкіра після зіткнення з полум'ям; зростання розумових здібностей; перетворення його тіла в чисту енергію; зникнення потреби в кисні після попадання в космічний вакуум; розуміння мови Ші'ар після погляду на письмові приклади. Його здібності можуть демонструвати більш дієві методи виживання, ніж сам Дарвін міг би припустити: наприклад, замість постійного зростання сил Дарвіна при зіткненні з Халком, його тіло розвинуло в ньому здатності до телепортації і перенесло його в безпечне місце. Точна природа і межі його здібностей невідомі.

### Етнічна приналежність
Marvel Comics представила Дарвіна в X-Men: Deadly Genesis як наполовину латиноамериканця, наполовину афроамериканця, зробивши його одним з небагатьох представників змішаних рас у Всесвіті Marvel При першій появі Дарвін був зображений темношкірим. Починаючи з Deadly Genesis # 4, Дарвін зображується не тільки блідолицим, але навіть світліше середнього білого, і трохи схожим на інопланетянина.
Моне передбачає, що зміна кольору шкіри пов'язана з фактом безперервної еволюції, і оскільки більшість людей навколо — білі, «його тіло відчуло необхідність стати світлішим, щоб відповідати середовищу». У X-Factor # 200, шкіра Дарвіна трохи темніше.

## Фільм
Еді Гатегі зіграв Дарвіна в фільмі Люди Ікс: Перший клас. Спочатку він приєднується до команди Людей-Ікс, але після вторгнення Себастьяна Шоу, Азазеля і Ріптайда, вдав, що йде до них. Хавок вистрілив в Шоу хвилею, однак той її поглинув і вбив Дарвіна з її допомогою.